# Sister Stella L.
Pour plus de détails, voir Fiche technique et Distribution.
Sister Stella L. est un film philippin réalisé par Mike De Leon, sorti en 1984.

## Fiche technique
Sauf indication contraire, les informations mentionnées dans cette section peuvent être confirmées par la base de données cinématographiques IMDb,  présente dans la section « Liens externes ».
- Titre français : Sister Stella L.
- Réalisation : Mike De Leon
- Scénario : Jose F. Lacaba et Jose Almojuela et Mike De Leon
- Photographie : Rody Lacap
- Montage : Jess Navarro
- Musique : Ding Achacoso
- Pays d'origine : Philippines
- Format : Noir et blanc - 35 mm - 1,33:1 - Mono
- Genre : drame
- Durée : 103 minutes
- Dates de sortie :
  - Philippines : 11 juillet 1984
  - France : 30 novembre 1994

## Distribution
- Vilma Santos : Sister Stella Legaspi
- Jay Ilagan : Nick Fajardo
- Gina Alajar : Gigi
- Laurice Guillen : Sister Stella Bautista
- Tony Santos : Ka Dencio
- Anita Linda : Auring
- Liza Lorena : Magazine Editor

## Distinctions

### Récompenses
- Gawad Urian Award 1985 : meilleur film, meilleure réalisation, meilleur scénario, meilleur montage

### Sélection
- Mostra de Venise 1984 : sélection en compétition officielle